# Pilmatueia
Pilmatueia („z lokality Pilmatué“) byl rod středně velkého sauropodního dinosaura z čeledi Dicraeosauridae, který žil v období rané křídy (věk valangin, asi před 140 až 133 miliony let) na území dnešní Argentiny (patagonská provincie Neuquén).

## Objev a popis
Fosilie tohoto sauropoda byly objeveny v sedimentech souvrství Mulichinco a formálně popsány v roce 2018 týmem paleontologů, typovým (a jediným známým) druhem je P. faundezi. Rodové jméno bylo zvoleno podle lokality objevu (Pilmatué, 9 kilometrů severovýchodně od Las Lajas), druhové je poctou řediteli místního muzea Ramónu Faúndezovi, který od roku 2009 finančně podporoval vykopávky v této lokalitě.
Výzkum obratlů tohoto sauropoda potvrdil, že u nich byl přítomen rozsáhlý systém dutin a v nich umístěných vzdušných vaků, který zřejmě zlepšoval respiraci tohoto dinosaura. Je zajímavé, že u jiných dikreosauridů byly dutiny v obratlech a dalších kostech poměrně výrazně redukované.
Podle odborné práce publikované roku 2022 mohli být tito sauropodní dinosauři vybaveni jakýmsi "krčním hřebenem" z natažené kůže mezi trnovými výběžky cervikálních obratlů, který sloužil nejspíš k signalizační funkci.

## Význam
Pilmatueia je vůbec prvním dikreosauridem, známým z období valanginu. Zároveň je také nejstarším známým dikreosauridem z křídové periody. Představuje zástupce evoluční radiace této skupiny sauropodů na přelomu jury a křídy a je významným příspěvkem k lepšímu pochopení evoluce sauropodů v poměrně málo probádaném období spodní křídy. Ze stejných sedimentů pochází také fosilie karcharodontosauridního teropoda rodu Lajasvenator, který mohl lovit například mláďata tohoto sauropoda.

## Systematické zařazení
Tento druh je podle autorů popisné studie sesterským taxonem k známějšímu druhu Amargasaurus cazaui, kterému se podobá i v mnoha anatomických znacích zejména na osové kostře (ve stavbě obratlů). Blízce vývojově příbuzný byl také indickému druhu Tharosaurus indicus.